# Parc Logístic metróállomás
Parc Logístic a Spanyolországban, Barcelonában található barcelonai metró L9-es vonalának állomása. A jövőben ettől az állomástól kezdve fogja az L2-es metró az L9-essel közösen használni a vonalat a Josep Tarradellas Barcelona-El Prat repülőtér felé.

## Metróvonalak
Az állomást az alábbi metróvonalak érintik:
- 9-es metróvonal

## Kapcsolódó állomások
Az állomáshoz az alábbi állomások vannak a legközelebb:
- Mercabarna (metróállomás) (Estación de Aeroport T1, 9-es metróvonal)
- Fira (Zona Universitària, 9-es metróvonal)